# پرودوس ۱۰۱ (فصل ۲)
پرودوس ۱۰۱ فصل ۲ (انگلیسی: Produce 101 Season 2; کره‌ای: 프로듀스 101 시즌 2) یک برنامه واقع‌نمای گروه پسرانه در شبکه ام‌نت و دومین فصل از فرنچایز پرودوس ۱۰۱ است. عموم مردم که به آنها «تهیه‌کنندگان ملی» گفته می‌شود، ۱۱ کارآموز از میان ۱۰۱ کارآموز از ۵۴ شرکت سرگرمی را برای یک گروه پسرانه انتخاب می‌کنند و رای‌گیری به‌طور زنده انجام می‌شود. تهیه‌کنندگان ملی همچنین به کانسپت گروه، نام گروه و نخستین تک‌آهنگ گروه رای می‌دهند. برای قسمت آخر این فصل که در ۱۶ ژوئن ۲۰۱۷ به‌طور زنده پخش شد، اعلام شد که ۱۱ شرکت کننده نهایی به عنوان گروه وانا وان فعالیت خود را آغاز خواهند کرد. بیش از ۱۶ میلیون نفر در طی قسمت آخر در رای‌گیری فینال شرکت کردند که برابر با ۳۰٪ جمعیت کره جنوبی بود.

## نتیجه
در طی قسمت آخر (قسمت ۱۱) که ۱۶ ژوئن ۲۰۱۷ پخش شد، بوآ اعلام کرد که نام گروه پسرانه «واناوان» (هانگول: 워너원) است.
| #  | قسمت ۱۱ (کل رای‌ها) | قسمت ۱۱ (کل رای‌ها) | قسمت ۱۱ (کل رای‌ها) |
| #  | نام                | تعداد رای‌ها        |                    |
| -- | ------------------ | ------------------ | ------------------ |
| ۱  | کانگ دنیل          | ۱٬۵۷۸٬۸۳۷          |                    |
| ۲  | پارک جی-هون        | ۱٬۱۳۶٬۰۱۴          |                    |
| ۳  | لی ده-هوی          | ۱٬۱۰۲٬۰۰۵          |                    |
| ۴  | کیم جه هوان        | ۱٬۰۵۱٬۷۳۵          |                    |
| ۵  | اونگ سونگ-وو       | ۹۸۴٬۷۵۶            |                    |
| ۶  | پارک وو-جین        | ۹۳۷٬۳۷۹            |                    |
| ۷  | لای کوان-لین       | ۹۰۵٬۸۷۵            |                    |
| ۸  | یون جی-سونگ        | ۹۰۲٬۰۹۸            |                    |
| ۹  | هوانگ مین-هیون     | ۸۶۲٬۷۱۹            |                    |
| ۱۰ | به جین-یونگ        | ۸۰۷٬۷۴۹            |                    |
| ۱۱ | ها سونگ-وون        | ۷۹۰٬۳۰۲            |                    |